# Mérérouka
Mérérouka est un des vizirs du pharaon Téti de la VIe dynastie (Ancien Empire). Mérérouka est également connu sous son nom abrégé de Méri.

## Biographie
Mérérouka a servi pendant la VIe dynastie d'Égypte comme l'un des fonctionnaires les plus puissants d'Égypte, à une époque où l'influence des nobles de l'État local augmentait en richesse et en pouvoir. Mérérouka possède de nombreux titres en plus de celui de vizir, ce qui fait de lui la personne la plus puissante d'Égypte après le roi lui-même. Parmi les autres titres détenus par Mérérouka, il y a : « Inspecteur des prêtres attachés à la pyramide de Téti », « Gouverneur du palais », « Prêtre lecteur en chef », « Surveillant des scribes des registres royaux » et « Directeur de tous les travaux du roi ». Sa mère s'appelle Nedjetempet et il a peut-être un frère nommé Ihy, mais il s'agit peut-être du même individu qu'Ihyemsaf, son petit-fils.
Il épouse une des filles du roi Téti, Sechséchet II avec laquelle il a un fils nommé Mérytéti.
Il se fait bâtir au nord de la pyramide de son maître et beau-père un mastaba qui comporte parmi les plus beaux reliefs peints de l'Ancien Empire.

## Sépulture

Plan du mastaba montrant la complexité du bâtiment.

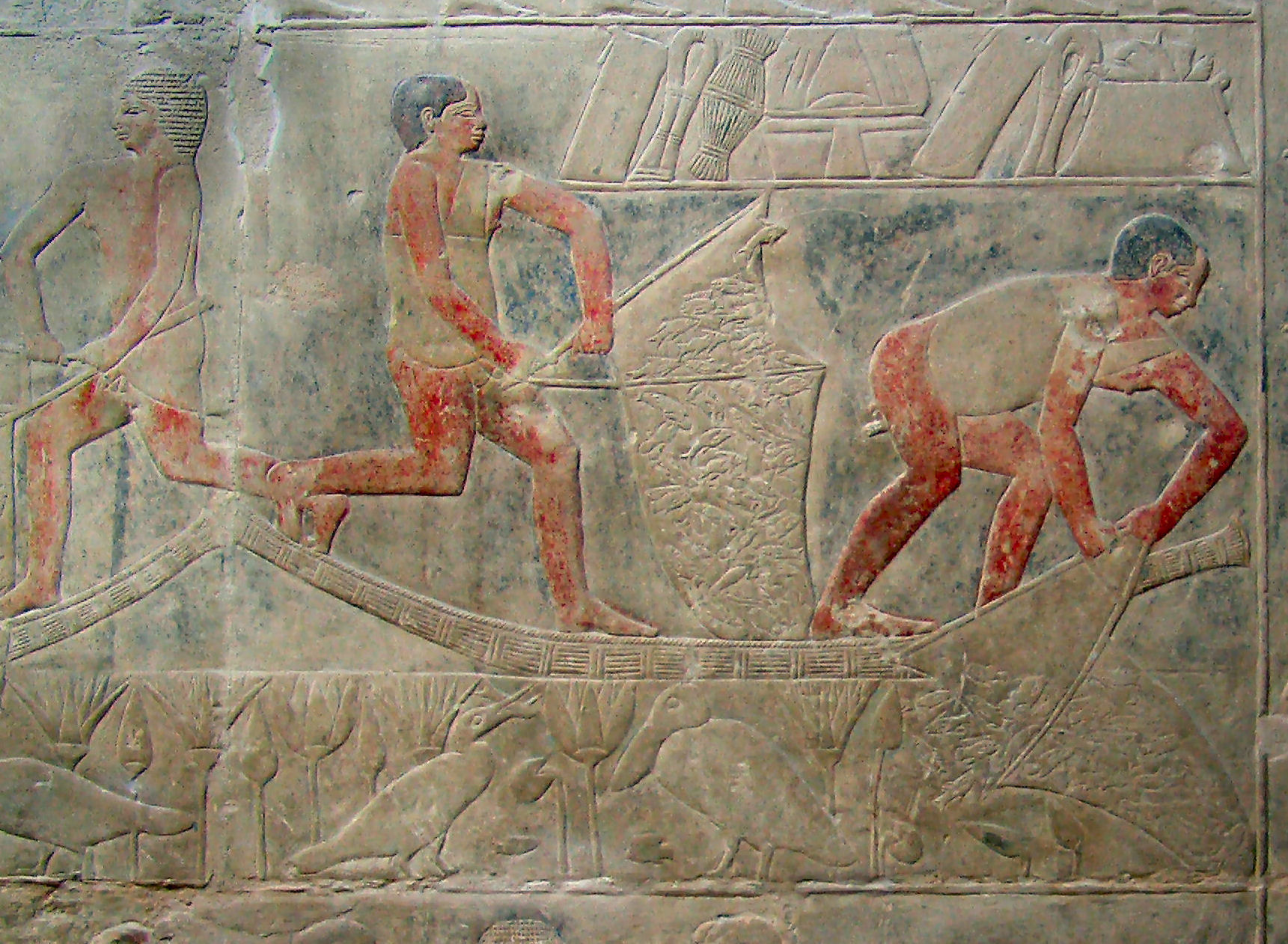
Relief de pêcheurs ramassant leurs prises - tombe de Mérérouka.

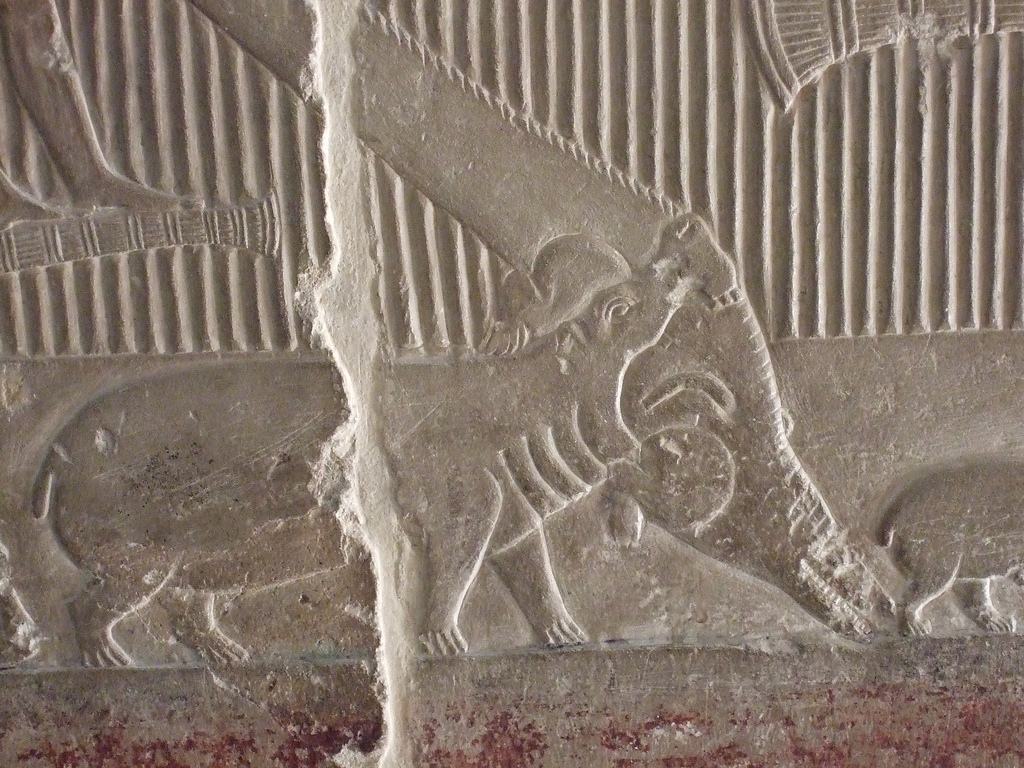
Hippopotame adulte représenté en train d'attaquer et de tuer un crocodile - tombe de Mérérouka.

Propriétaire d’un vaste mastaba au Nord de la pyramide de son souverain à Saqqarah dont le plan complexe réunit en une véritable tombe familiale, Mérérouka et sa femme Ouatetkhéthor, appelée également Sechséchet, fille du roi, ainsi que leur fils Mérytéti. En tout, trente-deux salles sont réparties en trois groupes qui s’articulent à l’ouest et au nord d’un ensemble de pièces en enfilade débouchant sur une grande salle dont le plafond est soutenu par six piliers massifs.
Les peintures sur le mur de l'entrée de la tombe montrent Mérérouka peignant les saisons et jouant à un jeu de société. Les trois premières chambres sont décorées de scènes de fabrication de meubles, de chasse et de travail d'orfèvre. Une statue de Mérérouka, plus vraie que nature, a été retrouvée intacte dans la chambre principale, à l'extrémité de son tombeau. On accède à cette chambre par la fausse porte du tombeau. Le tombeau de Mérérouka présente des décorations bien conservées, ainsi que de nombreuses scènes en relief. Sa tombe mastaba est restée cachée jusqu'à ce qu'elle soit découverte et fouillée par Jacques de Morgan, du Service des antiquités égyptiennes, en 1892, mais la première publication importante sur sa tombe n'a eu lieu que quarante ans plus tard, en 1936, par Prentice Duell.
Vingt-et-une des chambres du mastaba (chambres A) sont consacrées à Mérérouka lui-même, cinq sont destinées à son épouse (chambres B) et cinq ont été ajoutées pour son fils Mérytéti (chambres C). Les dimensions extérieures globales du mastaba de Mérérouka sont de vingt-trois mètres est-ouest, trente mètres nord-sud (s'étendant à quarante-et-un mètres quand on inclut l'ajout de Mérytéti) et quatre mètres et demi de haut, tandis que la hauteur intérieure du plafond est d'un peu plus de quatre mètres. Le complexe de la princesse à l'extrémité gauche de l'entrée de la tombe de Mérérouka la représente recevant des offrandes dues à la fille d'un roi, y compris une sélection de meubles finement sculptés tandis qu'elle est représentée se relaxant et regardant plusieurs danseuses>. Dans une autre scène, elle est représentée avec ses trois chiens et un singe de compagnie. Sur les murs de la chambre 7, Ouatetkhéthor est représenté assise avec Mérérouka sur un grand canapé, tandis qu'elle joue de sa harpe pour le distraire. Si la plupart des pièces de la tombe mastaba de Mérérouka étaient décorées, celles qui étaient laissées nues étaient simplement utilisées pour le stockage.
Une scène de chasse dans les marais égyptiens, tirée de la tombe de Méréouka, montre cinq hommes faisant avancer un radeau de papyrus le long d'une rive verdoyante du Nil, remplie de roseaux et grouillante d'animaux sauvages, tandis que des vanneaux nicheurs sont représentés en train de protéger leurs petits d'un ichneumon en maraude, ou d'une sorte de mangouste, soit en déployant leurs ailes sur leurs poussins, soit en attaquant l'intrus. Dans le Nil, un hippopotame adulte est représenté en train de saisir et de tuer un crocodile qui se prélasse, tandis que derrière lui, un autre crocodile retourne la situation, attendant de dévorer un hippopotame nouveau-né. D'autres scènes montrent des sculpteurs et des charpentiers de vases en pierre au travail, tandis que Mérérouka et sa femme sont représentés en train d'inspecter un atelier de bijouterie où certains des ouvriers sont des nains.

## Dans la culture populaire
La reproduction stylisée d'une scène en bas-relief, dans la partie inférieure du mur nord de la chambre A12, avec cinq hommes utilisant de longues perches pour presser les raisins contenus dans un sac de façon que le jus filtre à travers le tissu et tombe dans la jarre en dessous, est utilisée comme logo de la cave italienne « Sella & Mosca », près d'Alghero.